# 이정옥 (기상 캐스터)
이정옥(1976년 ~ )은 대한민국의 기상 캐스터이다.

## 학력
- 동덕여자대학교 무역학 학사

## TV
- 생방송 세상의 아침 기상 캐스터 (KBS 2TV)
- KBS 뉴스네트워크 기상 캐스터 (KBS 1TV)
- KBS 뉴스 5 기상 캐스터 (KBS 1TV)
- KBS 뉴스 (주말) 기상 캐스터 (KBS 1TV)
- KBS 930 뉴스 기상 캐스터 (KBS 1TV)
- KBS 뉴스 (08:45) 기상 캐스터 (KBS 2TV)